# Египетский эялет
Еги́петский эяле́т (араб. إيالة مصر‎), а также период известный как Осма́нский Еги́пет — эялет в Османской империи образовавшийся после Османо-мамлюкской войны в 1517 году и существовавший по 1867 год. Также период османского присутствия в Египте, который длился в течение четырёх столетий с XVI века по XIX век. Формально Египет оставался османской провинцией до 1914 года, хотя на практике в течение XIX века он становился всё более автономным, а с 1882 года де-факто вообще попал под британскую оккупацию.
Египет всегда был трудной провинцией для османских султанов, отчасти из-за сохраняющейся власти и влияния мамлюков, египетской военной касты, которая веками правила страной. Таким образом, Египет оставался полуавтономным под властью мамлюков до вторжения французских войск под руководством Наполеона Бонапарта в 1798 году. После того как английские и турецкие войска изгнали французов в 1801 году, Мухаммед Али-паша, албанский военачальник на службе османского султана, неся службу в Египте предал своего повелителя и в 1805 году захватил власть в провинции и основал квазинезависимое государство.
Египет при династии Мухаммеда Али номинально оставался османской провинцией. В действительности он был практически независимым и дважды воевал с империей – война 1831–1833 годов и война 1839–1841 годов. Османский султан был вынужден предоставить Египту статус автономного вассального государства или хедивата в 1867 году. Исмаил-паша (хедив с 1867 по 1879 год) и Тауфик-паша (хедив с 1879 по 1892 год) управляли Египтом как квазинезависимым государством под османским сюзеренитетом до британской оккупации в 1882 году. Тем не менее, Египетский хедиват, существовал в 1867–1914 годах, де–юре оставался османской провинцией до 5 ноября 1914 года, когда Великобритания официально аннексировала провинцию и создала марионеточный Султанат Египет, который разумеется стал британским протекторатом в ответ на вступление Османской империи в Первую мировую войну на стороне Центральных держав (октябрь-ноябрь 1914 года).

## История

### Ранняя история
После завоевания Египта в 1517 году османский султан Селим I покинул страну. Великий визирь Девширме Юнус-паша был назначен губернатором Египта. Однако вскоре султан обнаружил, что Юнус-паша создал синдикат по вымогательству и взяточничеству, и передал этот пост Хайр-бею, бывшему мамлюкскому губернатору Алеппо, который внёс свой вклад в победу османской империи в битве на Дабикском поле.
История раннего османского Египта это по сути борьба за власть между мамлюками и представителями османского султана.
Реестр, согласно которому значительная часть земель принадлежала мамлюкам, был оставлен без изменений, что позволило мамлюкам быстро вернуть себе большое влияние. Эмиры мамлюков должны были оставаться на своих постах в качестве глав 12 санджаков, на которые был разделён Египет; а при следующем султане, Сулеймане Великолепном, были созданы две палаты, названные Большим диваном и Малым диваном, в которых были представлены как армия, так и духовные власти, в помощь паше своими советами. Султан Селим сформировал шесть полков для защиты Египта; к ним Сулейман добавил седьмой из черкес.
В 1524 году был подавлен мятеж османского наместника в Египте Ахмада-Паши.
В 1527 году проведение первого османского кадастрового обследования.
В 1558—1560 годах — посещение Египта российской делегацией гостя Познякова, (очень сильно мистифицирован) доставившего шубу и другие подарки от Ивана Грозного православному патриарху Александрийскому Иоакиму и египетским монастырям, и вернувшегося на Московское княжество с информацией об этой стране. Как отмечал Позняков в своем «Хождении»(правдивость этого хождения не доказано), «А пустыни у них не наши: в их пустынях нет ни лесу, ни травы, ни людей, ни воды».
В 1576 году была установлена прямая власть османской администрации на территории Верхнего Египта. До этого большая часть Верхнего Египта находилась под фактической властью бедуинских шейхов.
В 1757 году правителем (шейх альбалядом) Египта стал Али Бей. Беспощадно боролся с сепаратизмом бедуинских племен, мамлюков и янычар, объединил под своей властью Нижний и Верхний Египет, установил контроль над Хиджазом.
В сентябре 1768 году уничтожил корпус янычар в Египте, приступил к созданию регулярной армии. В ноябре 1768 году разорвал вассальные отношения с Османской империей, выслал турецкого пашу — наместника султана, прекратил выплату дани.
В июле 1770 году провозгласил независимость Египта, принял титул султана. Считая главной задачей восстановление независимости египетского государства от Турции, во время Русско-турецкой войны заключил в 1771 году военный союз с командующим эскадрой русского флота А. Г. Орловым и при поддержке русского флота начал войну с Турцией. В 1771 году взял Дамаск и оккупировал Сирию. В 1772 году возглавлявший армию Мухаммад Бей Абу аль-Дахаб, восстал против Али-бея, отказавшись воевать с «братьями по вере», и приняв сторону Порты, двинулся на Каир. Али-бей покинул Каир 8 апреля и бежал в Сирию, где ему дал убежище Захир аль-Умар. 1 февраля 1773 года он узнал, что Мухаммад Бей Абу аль-Дахаб сам провозгласил себя шейх альбалядом и собрав армию, вооружив её при помощи русских, поставивших ему оружие и боеприпасы, двинулся на Каир. В мае 1773 года под Салихией (в восточной части дельты Нила) он был разбит мятежными мамлюкскими войсками, ранен, взят в плен и доставлен в Каир где и умер семь дней спустя.
В 1784 — 1785 годах Ибрагим Бей и Мурад Бей официально занимали должности османских каймакамов (губернаторов) Египта. В дальнейшем Ибрагим Бей и Мурад Бей продолжали фактически управлять Египтом, но формально назначались новые османские губернаторы.
В 1786 году османский султан Абдул-Хамид I отправил в Египет капудан-пашу Джезаирли Гази Хасан-пашу, приказав ему отстранить от власти Ибрагима и Мурада. Джезаирли Гази Хасан-паша смог восстановить на краткое время османский контроль над Египтом. Исмаил Бей был назначен новым военным лидером мамлюков, а Шейх аль-Балад возглавил гражданское управление. Ибрагим Бей и Мурад Бей бежали в Южный Египет. В 1791 году они вернулись в Каир и вернули себе верховную власть.
В 1798—1799 годы — вторжение французов под предводительством Наполеона.
В 1801 году — вторжение англичан.
В 1805 году — приход к власти паши Мухаммада Али, номинально признававшего власть турецких султанов.
В 1807 году в ходе Англо-турецкой войны Мухаммад Али разбил и выгнал из Египта 5-тысячный британский корпус.
Под руководством Мухаммада Али Египет сильно развился. Он окружил себя французами и, убедившись в превосходстве европейской организации армии над турецкой и успев также несколько ознакомиться с французскими обычаями и порядками, решился реорганизовать армию, правительство и самый строй египетской жизни в европейском духе. Он приступил к реформам в Египте почти одновременно с султаном-реформатором Махмудом II, но достиг в своих начинаниях значительно бо́льших успехов.
Сам Мухаммед Али вовсе не получил образования: только на сороковом году жизни он с трудом выучился читать, а писать не умел вовсе; тем не менее он хорошо понимал цену знаниям, дал хорошее образование своим сыновьям Ибрагиму-паше и Саиду-паше, открыл в Египте много школ, типографию, газету. При проведении реформ, вызывавших недовольство в среде консервативно настроенных подданных (даже членов его собственной семьи, в частности, его внука Аббаса-паши), он, подобно российскому императору Петру I, нередко действовал крайне жёстко, прибегая для достижения своих целей к казням и тайным убийствам. В качестве одного из примеров подобных жестокостей египетского правителя следует, в частности, упомянуть массовое убийство по его приказу шестисот мамлюков в 1811 году.
В личных отношениях, особенно с европейцами, Мухаммед Али производил впечатление мягкого человека, не чуждого гуманности. Простота и доступность в обращении и частной жизни, презрение к условностям восточного этикета, прекрасно уживавшиеся в нём с властолюбием и честолюбием, импонировало общавшимся с ним европейцам.
В 1823 году Египет захватил Северный Судан и сделал его своей провинцией со столицей в Хартуме.
Превратив Египет в мощное государство, способное поддержать Порту войсками и флотом, Мухаммед Али участвовал в подавлении восстания греков, и несмотря на то, что его флот вместе с турецким был разбит в сражение при Наварине (1827 год), к 1830 году он сумел восстановиться.
Ещё во время русско-турецкой войны 1828—1829 годов Мухаммед Али перестал платить дань Махмуду II, а в 1831 году открыто восстал, желая создать из Египта независимое наследственное государство.
Приемный сын Мухаммеда Али Ибрагим-паша двинулся с войсками в подвластную османам Сирию и осадил крепость Сен-Жан д’Акр. С её падением, вся турецкая Сирия перешла в руки египетского паши. Султан объявил Мухаммеда Али мятежником и направил к сирийским границам армию под начальством Хуссейна-паши. Пока производилась осада Акры, Ибрагим-паша со своими войсками прошел по окрестной местности, покорил всю среднюю Палестину, а племена Ливана присоединились к нему в надежде освободиться от злоупотребления турецкого управления.
После этого Ибрагим-паша разбил на голову Хуссейн-пашу при Гоме и у Бейданского прохода (в горах между Сирией и Киликией).
Султан выслал вторую, более сильную армию под командованием своего лучшего полководца Решида-паши. Но и он был разбит при Конии и взят в плен.
После этого Ибрагим-паша собирался переправиться в европейские владения Турции, но вмешательство России спасло ситуацию. Мухаммед Али отозвал Ибрагим-пашу из Малой Азии и умерил свои притязания. В 1833 году в Кутайе был заключен договор по которому Мухаммед Али получал Сирию как вассальное владение и Аданский округ, во временное пользование.
В 1839 году Мухаммед Али невыполнением Кутайского договора вызвал новый разрыв с Турцией, и на этот раз та снова потерпела неудачу. Армия султана, при которой находился Мольтке, была разбита при Низибе, а турецкий адмирал Ахмет-Фензи передал турецкий флот египтянам.
Торжествующий Мухаммед Али потребовал от преемника Махмуда II, Абдул-Меджида наследственной власти над Египтом, Сирией, Аданою и Кандией. Европейские страны, в том числе и Франция, в целях поддержания мира предложили султану рассмотрение этого вопроса на суд европейских кабинетов. После согласия султана в Лондоне собралась конференция из представителей пяти ведущих держав, которая присудила передать Мухаммеду Али южную часть Сирии и предоставить наследственную власть в Египте с условием признания им беспрекословного подчинения султану и продолжения выплаты дани. Мухаммед Али отверг решение конференции. Тогда объединенный англо-австрийский флот подступил к Александрии и принудил Мухаммеда Али признать итоги конференции. Мухаммед Али удержал за собой только Египет и был вынужден снова начать выплачивать дань Порте (1840 год).
В 1863—1879 годах Египтом правил Исмаил-Паша, расширивший автономию Египта, который продолжал считаться частью Османской империи. Проводил реформы, объективно способствовавшие капиталистическому развитию и эффективной модернизации страны. В 1866 году созвал первое представительное учреждение — зародыш парламента — Совещательное собрание депутатов (Маглис шура ан-нувваб). Для реализации своих планов прибегал к займам у европейских держав. Займы эти были использованы достаточно эффективно — при их помощи были, например, построены более 1000 км железных дорог, несколько тысяч километров телеграфных линий, более десяти мостов через Нил, десятки новых ирригационных систем. Однако Исмаил допустил один крупный финансовый просчёт — он в своих расчётах исходил из очень высокой цены на главную экспортную культуру Египта того времени, хлопок, существовавшей в первые годы его правления из-за Войны между Севером и Югом в США. Однако окончание этой войны привело к обвальному падению цен на хлопок. Исмаил пытался решить возникшие проблемы при помощи новых займов, что привело в конечном счёте к суверенному дефолту.
В 1869 году в Египте закончилось сооружение Суэцкого канала. Вначале контрольным пакетом акций владел египетский правитель Исмаил-Паша. В 1875 году он продал акции Великобритании. С 1880 года акциями на Суэцкий канал владела англо-французская компания.
В 1879 году Араби-паша участвовал в выступлении египетских офицеров против иностранного контроля над Египтом и засилья турок в египетской армии.
В 1881 году в Египте началось восстание офицеров против влияния Англии в зоне Суэцкого канала. Араби-паша возглавил выступление Каирского гарнизона, проходившее под лозунгом «Египет для египтян», приведшее к отставке правительства хедива и созданию национального правительства, в котором Араби-паша получил пост военного министра. После бегства хедива Тевфика в 1882 году фактически власть перешла в руки Араби-паши. Летом 1882 года Араби-паша командовал египетской армией в англо-египетской войне, 13 сентября его войска были разбиты при Тель-эль-Кебире и 15 сентября он был взят в плен англичанами. Приговорён к смертной казни, которая была заменена пожизненной ссылкой на о. Цейлон.
В период с 1882 по 1914 годы Египет формально принадлежал Османской империи, но на самом деле был фактически оккупирован Великобританией. При этом Египет ни формально, ни реально не был английской колонией — реально Египет в этот период был британским протекторатом (официально с 1914 по 1922), сохраняя очень высокую степень внутренней автономии и даже ведя агрессивные войны против Судана (см. напр., Сражение при Омдурмане). Формальная зависимость от Османской империи была упразднена после начала Первой мировой войны, когда Египет перешёл под Британский протекторат юридически.